# Elizabeth Bishop
Pour les articles homonymes, voir Bishop.
Elizabeth Bishop (8 février 1911 - 6 octobre 1979), est une poétesse et femme de lettres américaine originaire de Worcester (Massachusetts). Elle fut Poète lauréat consultant en poésie à la Bibliothèque du Congrès en 1949 et en 1950, lauréate du prix Pulitzer de poésie en 1956, et elle fut membre de l'Academy of American Poets.

## Biographie
Orpheline, Elizabeth Bishop a vécu chez ses grands-parents en Nouvelle-Écosse dans une maison appelée Bulmer House, une période qu'elle a idéalisée dans ses écrits.
Elle entra à l'université de Vassar College à l'automne 1929, peu après le krach boursier. En 1933 elle cofonda Con Spirito, un magazine littéraire subversif à Vassar, en compagnie de la femme de lettres Mary McCarthy, Margaret Miller, et les sœurs Eunice et Eleanor Clark (en).
Bishop était grandement influencée par la poétesse Marianne Moore à qui elle fut présentée par la bibliothécaire de Vassar en 1934.
Randall Jarrell lui présenta Robert Lowell en 1947. Elle écrivit le poème « Visits to St. Elizabeth's » en 1950 comme souvenir des visites qu'elle rendit au poète Ezra Pound. Elle rencontra aussi James Merrill en 1947, et ils devinrent des amis très proches.
En 1946, Marianne Moore poussa Elizabeth Bishop à se présenter au prix Houghton Mifflin de poésie, qu'elle gagna. Son premier livre, North & South, fut tiré à 1 000 exemplaires.

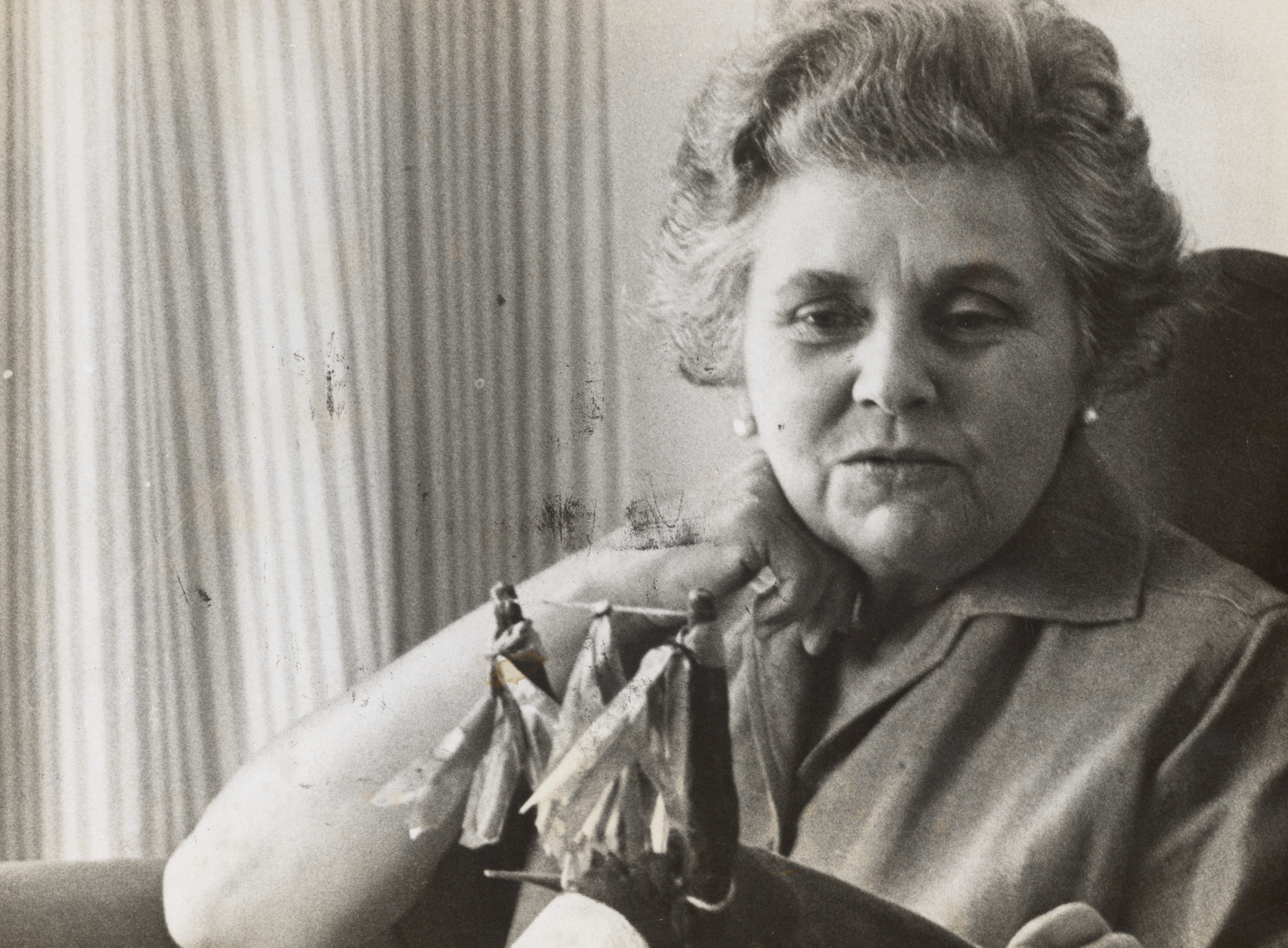
Elizabeth Bishop au Brésil, 1964.

Alors qu'elle vivait au Brésil, Elizabeth Bishop reçut en 1956 le prix Pulitzer de poésie pour son recueil North & South - A Cold Spring.
Elle obtint ensuite le National Book Award et le National Book Critics Circle Award.
En 1976, elle devint la première femme à recevoir le Neustadt International Prize for Literature, et elle demeure pour le moment le seul citoyen américain  à avoir reçu ce prix.
Elle écrivit également maints articles pour le magazine The New Yorker, et rédigea en 1964 un hommage posthume à Flannery O'Connor dans la revue The New York Review of Books.
Elle enseigna peu de temps à l'université de Washington, avant d'enseigner à l'université Harvard pendant sept ans. Elle a ensuite enseigné à l'université de New York, pour enfin terminer sa carrière au Massachusetts Institute of Technology.
Elizabeth Bishop mourut en 1979 d'une hémorragie cérébrale dans son appartement à Lewis Wharf (État de Boston).
Son poème « One Art » figure dans le film In Her Shoes quand Maggie, jouée par Cameron Diaz, en fait la lecture à un professeur alité dans un hospice.
Ce même poème (qui est une villanelle) a inspiré le titre du roman « L'Art de perdre » d'Alice Zeniter, chez Flammarion, en 2017, et est récité, amputé de ses quatre derniers vers, par le personnage d'Ifren, page 496 de cette édition, la traduction française en était de Alix Cléo Roubaud, Linda Orr et Claude Mouchard aux éditions Circé .

### Traductrice
Lors de son séjour au Brésil, Elizabeth Bishop s'intéressa aux langues et littératures d'Amérique latine. Elle traduisit entre autres le poète mexicain Octavio Paz, et les poètes brésiliens João Cabral de Melo Neto et Carlos Drummond de Andrade.

### Vie privée
Elizabeth Bishop eut deux histoires d'amour durables. La première avec l'architecte Lota de Macedo Soares. Elles vécurent ensemble une quinzaine d'années. Cependant leur relation se détériora, et Bishop quitta Lota Soares. Cette dernière, souffrant de dépression, rejoignit Bishop aux États-Unis et se suicida.
Elle achète une maison à Key West avec la philanthrope new-yorkaise Louise Crane, en 1938.
Elizabeth Bishop rencontra Alice Methfessel (1943-2009) en 1971, et cette dernière devint sa compagne et son exécutrice littéraire après sa mort.

## Œuvres
Poésie :
- North & South (Houghton Mifflin, 1946)
- A Cold Spring|Poems: North & South — A Cold Spring (Houghton Mifflin, 1955)
- A Cold Spring (Houghton Mifflin, 1956)
- Questions of Travel (Farrar, Straus and Giroux, 1965)
- The Complete Poems (Farrar, Straus and Giroux, 1969)
- Geography III, (Farrar, Straus and Giroux, 1976)
- The Complete Poems: 1927-1979 (Farrar, Straus and Giroux, 1983)
- Edgar Allan Poe & The Juke-Box: Uncollected Poems, Drafts, and Fragments, edited and annotated by Alice Quinn, (Farrar, Straus and Giroux, 2006)[11]

Divers :
- The Diary of "Helena Morley," by Alice Brant, translated and with an Introduction by Elizabeth Bishop, (Farrar, Straus, and Cudahy, 1957)
- « Three Stories by Clarice Lispector, » Kenyon Review 26 (Summer 1964): 500-511.
- The Ballad of the Burglar of Babylon (Farrar, Straus, and Giroux, 1968)
- An Anthology of Twentieth Century Brazilian Poetry edited by Elizabeth Bishop and Emanuel Brasil, (Wesleyan University Press (1972))
- The Collected Prose (Farrar, Straus, and Giroux, 1984)
- One Art: Letters, selected and edited by Robert Giroux, (Farrar, Straus, and Giroux, 1994)
- Exchanging Hats: Paintings, edited and with an Introduction by William Benton, (Farrar, Straus, and Giroux, 1996)
- Rare and Commonplace Flowers: The Story of Elizabeth Bishop and Lota de Macedo Soares, by Carmen L. Oliveira; traduit par Neil K. Besner, (Rutgers University Press, 2002)[7]

## Récompenses
- 1945 : Houghton Mifflin Poetry Prize Fellowship
- 1947 : Bourse Guggenheim
- 1949 : Appointed Consultant in Poetry at the Library of Congress
- 1950 : American Academy of Arts and Letters Award
- 1951 : Lucy Martin Donelly Fellowship (décerné par le Bryn Mawr College)
- 1953 : Shelley Memorial Award
- 1954 : Elected to lifetime membership in the National Institute of Arts and Letters
- 1956 : Prix Pulitzer en poésie
- 1960 : Chapelbrook Foundation Award
- 1964 : Academy of American Poets Fellowship
- 1968 : Ingram-Merrill Foundation Grant
- 1969 : National Book Award
- 1969 : The Order of the Rio Branco (décerné par le gouvernement brésilien)
- 1974 : Prix Harriet Monroe de la revue Poetry
- 1976 : Books Abroad / Neustadt International Prize
- 1976 : Elected to the American Academy of Arts and Letters
- 1977 : National Book Critics Circle Award
- 1978 : Bourse Guggenheim

### Cinéma
- 2013 : Reaching for the Moon de Bruno Barreto sur la relation d'Elizabeth Bishop et Lota de Macedo Soares.
- 2015: Welcome To This House, documentaire de Barbara Hammer.